# عبد العزيز (مصارع)
عبدال عزيز (بالإنجليزية: Abdul Aziz)‏ هو مصارع رياضي باكستاني، ولد في 15 أبريل 1935.

## روابط خارجية
- عبدال عزيز على موقع أوليمبيديا (الإنجليزية)